# Taekwondo vid olympiska sommarspelen 2004
Taekwondo var för andra gången med på det olympiska programmet. Viktklasserna var desamma som vid tävlingarna i Sydney 2000. Totalt deltog 124 idrottare, 64 män och 60 kvinnor, från 60 nationer.

## Medaljörer

### Damer
| Viktklass          | Guld                            | Silver                       | Brons                         |
| 49 kg Detaljer...  | Chen Shih-hsin Kinesiska Taipei | Yanelis Labrada Kuba         | Yaowapa Boorapolchai Thailand |
| 57 kg Detaljer...  | Jang Ji-won Sydkorea            | Nia Abdallah USA             | Iridia Salazar Mexiko         |
| 67 kg Detaljer...  | Luo Wei Kina                    | Elisavet Mystakidou Grekland | Hwang Kyung-seon Sydkorea     |
| +67 kg Detaljer... | Chen Zhong Kina                 | Myriam Baverel Frankrike     | Adriana Carmona Venezuela     |

### Herrar
| Viktklass          | Guld                        | Silver                             | Brons                     |
| 58 kg Detaljer...  | Chu Mu-yen Kinesiska Taipei | Óscar Salazar Mexiko               | Tamer Bayoumi Egypten     |
| 68 kg Detaljer...  | Hadi Saei Iran              | Huang Chih-hsiung Kinesiska Taipei | Song Myeong-seob Sydkorea |
| 80 kg Detaljer...  | Steven Lopez USA            | Bahri Tanrıkulu Turkiet            | Yosef Karami Iran         |
| +80 kg Detaljer... | Moon Dae-sung Sydkorea      | Alexandros Nikolaidis Grekland     | Pascal Gentil Frankrike   |

## Medaljfördelning
| Pl.   | Nation           | Guld | Silver | Brons | Totalt |
| ----- | ---------------- | ---- | ------ | ----- | ------ |
| 1     | Kinesiska Taipei | 2    | 1      | 0     | 3      |
| 2     | Sydkorea         | 2    | 0      | 2     | 4      |
| 3     | Kina             | 2    | 0      | 0     | 2      |
| 4     | USA              | 1    | 1      | 0     | 2      |
| 5     | Iran             | 1    | 0      | 1     | 2      |
| 6     | Grekland         | 0    | 2      | 0     | 2      |
| 7     | Frankrike        | 0    | 1      | 1     | 2      |
| 7     | Mexiko           | 0    | 1      | 1     | 2      |
| 9     | Kuba             | 0    | 1      | 0     | 1      |
| 9     | Turkiet          | 0    | 1      | 0     | 1      |
| 11    | Egypten          | 0    | 0      | 1     | 1      |
| 11    | Thailand         | 0    | 0      | 1     | 1      |
| 11    | Venezuela        | 0    | 0      | 1     | 1      |
| Total | Total            | 8    | 8      | 8     | 24     |